# Анн Ежені Бланшар
Анн Ежені Бланшар (фр. Anne Eugénie Blanchard; 16 лютого 1896 року, Мерлє, Густавія, острів Сен-Бартельмі, Гваделупа, Франція — 4 листопада 2010 року, Густавія, Сен-Бартельмі, Франція) — французька супердовгожителька, черниця та продавчиня солодощів. З 2 травня 2010 року (після смерті японки Ками Чінен) до моменту своєї смерті у віці 114 років і 261 день була найстарішою нині живою повністю верифікованою людиною в світі. На момент смерті займала 31 місце в списку найстаріших повністю верифікованих людей в історії, була третьою найстарішою француженкою в історії і найстарішою людиною в історії заморської спільноти Франції Сен-Бартельмі (адміністративно і юридично частина Гваделупи з 1878 по 2007 рік).
Станом на березень 2021 року була шостою найстарішою повністю верифікованою француженкою в історії (після Жанни Кальман, Люсіль Рандон, Жанни Бот, Марі Бремон та Едоксі Бабуль) і займала 67 місце в списку найстаріших людей в історії.

## Життєпис
Анн Ежені Бланшар народилася 16 лютого 1896 року в Мерлє на острові Сен-Бартельмі (в той час частина Гваделупи, Франція). Вона народилася лише через 18 років після того, як колишній шведський острів Сен-Бартельмі був проданий назад Франції. Бланшар була однією з 13 дітей в сім'ї і пережила всіх своїх братів і сестер.
В травні 1923 року вона переїхала на Кюрасао, де стала католицькою черницею Конгрегації Францисканських Сестер Розендаля на острові. Вона взяла ім'я Сестра Цирія, але отримала прізвисько «Душі» (фр. Douchy — «солодощі») за своє ставлення до людей. За іншими даними це прізвисько з'явилось через те, що вона працювала продавчинею солодощів.
У віці 60-ти років вона повернулась на Сен-Бартельмі і жила в сім'ї сестри. В 1980 році у віці 84 років Бланшар переїхала в будинок для літніх людей, де й прожила до кінця життя. В останні роки вона мала хороше здоров'я, незважаючи на втрату зору та здатності говорити.
Анн Ежені Бланшар померла 4 листопада 2010 року у віці 114 років і 261 дня на рідному острові Сен-Бартельмі. Факти про шлюб і дітей залишаються невідомими. З її родичів ніхто не був довгожителем.